# AGC
AGC株式会社（エイジーシー、英: AGC Inc.）は、東京都千代田区丸の内に本社を置く世界最大級のガラスメーカー。1907年（明治40年）創立。三菱グループの一員であり、三菱金曜会および三菱広報委員会の会員企業である。建築用ガラスやフッ素化学製品を主力製品とする。日経平均株価および読売株価指数、JPX日経インデックス400の構成銘柄の一つ。
旧商号は旭硝子株式会社（あさひがらす、英: Asahi Glass Co., Ltd.）。2018年（平成30年）7月に従来略称およびブランド名として用いてきたAGCを正式社名とした。
ブランドステートメントは「Your Dreams, Our Challenge」。

## 概要
日本板硝子と並ぶガラスメーカー。建築材料、自動車向けなどのガラスを中心に、電子部材やその他の化学関連素材を製造・販売している。特に、ガラスについては、世界における最大手である。建築用ガラス、フッ素化学製品などを主に取り扱う。
2007年（平成19年）9月8日に創立100周年を迎えた。これを機に、単体の略称であった「AGC」を全世界的な統一ブランドとして定着させる旨を発表、世界的な広告展開を実施中である。社名ロゴは年初に発表した新しいものへと正式に変更され、大多数の連結子会社・系列会社がこの新ロゴを用いるようになった。なお、2018年（平成30年）の社名変更時にロゴマークは微修正されている。
2016年（平成28年）8月にはドイツのバイオ医薬品会社バイオミーバを買収、2017年（平成29年）にデンマークのバイオ医薬品会社CMCバイオロジックスを買収。
なお、商号に旭を冠する旭化成および旭化成グループ、また「PENTAX」ブランドのカメラなどで知られた光学機器メーカーの旭光学工業（現在はHOYAに吸収）とは全く無関係である。
歴代ロゴ一覧
- 初代ロゴ
- 2代目ロゴ
- 3代目ロゴ

## 沿革
- 1907年 - 兵庫県尼崎で岩崎俊彌（三菱財閥の2代目総帥・岩崎彌之助の次男）が創業。
- 1909年 - 尼崎工場（2016年現在の関西工場）で板ガラスの製造を開始。
- 1914年 - 牧山工場（2016年現在の北九州工場。現北九州市戸畑区）竣工。
- 1917年 - ソーダ灰の製造を開始（牧山工場）。
- 1918年 - 現在の東京都千代田区に本社を移転。
- 1939年 - 昭和化学工業（昭和人絹（後のクレハ）と鈴木商店（後の味の素）が設立した会社）を吸収合併。
- 1944年 - 日本化成工業株式会社と合併し、三菱化成工業株式会社に商号変更。
- 1950年 - 企業再建分割法により三菱化成工業が3分割され、旭硝子株式会社設立。東京証券取引所、大阪証券取引所上場。（名古屋・福岡・札幌証券取引所にも上場していたが、2003年9月に上場廃止となった）
- 1987年 - 創業80周年を機に「AGC」のシンボルマークを導入。
- 1997年 - ロシアのガラス市場に参入。
- 2002年 - グループビジョン"Look Beyond"を策定。カンパニー制を導入。
- 2007年 - 創立100年を機にグループブランドを「AGC」に統一、シンボルマークをリニューアル。
- 2013年 - “南米で最も環境にやさしい”ブラジル工場が竣工。ブラジルの板ガラス市場に参入、東南アジア地域での事業拡大を見込みシンガポールに地域統括拠点を設置。
- 2015年 - 経営方針AGC plusがスタート。
- 2018年 - AGC株式会社に商号変更、シンボルマークを微修正。ブランドステートメント「Your Dreams, Our Challenge」策定[11][注 1]。

## 歴代社長
| 代数 | 氏名       | 任期                   | 役職名               |
| ---- | ---------- | ---------------------- | -------------------- |
| 1    | 岩崎俊彌   | 1907年9月 - 1930年10月 | 社長1 6              |
| 2    | 山田三次郎 | 1931年3月 - 1939年6月  | 会長2 6              |
| 3    | 大野政吉   | 1939年7月 - 1943年12月 | 社長7                |
| 4    | 池田亀三郎 | 1943年3月 - 1946年3月  | 社長3 7              |
| 5    | 森本貫一   | 1946年3月 - 1946年12月 | 社長3 7              |
| 6    | 森規矩夫   | 1946年12月 - 1950年4月 | 社長3 7              |
| 7    | 桑田時一郎 | 1950年4月 - 1950年6月  | 社長3 7              |
| 8    | 渡辺喜市   | 1950年6月 - 1952年2月  | 社長7                |
| 9    | 森本貫一   | 1952年2月 - 1967年8月  | 社長7                |
| 10   | 倉田元治   | 1967年8月 - 1973年2月  | 社長7                |
| 11   | 山下秀明   | 1973年2月 - 1981年3月  | 社長7                |
| 12   | 坂部武夫   | 1981年3月 - 1987年1月  | 社長7                |
| 13   | 古本次郎   | 1987年1月 - 1992年3月  | 社長7                |
| 14   | 瀬谷博道   | 1992年3月 - 1998年6月  | 社長                 |
| 15   | 石津進也   | 1998年6月 - 2004年3月  | 社長→社長執行役員4 7 |
| 16   | 門松正宏   | 2004年3月 - 2008年3月  | 社長執行役員         |
| 17   | 石村和彦   | 2008年3月 - 2014年12月 | 社長執行役員         |
| 18   | 島村琢哉   | 2015年1月 - 2020年12月 | 社長執行役員5        |
| 19   | 平井良典   | 2021年1月 - 現職       | 社長執行役員         |

- （旧）旭硝子株式会社時代を含む[13]。
- 1 ･･･ 創業者
- 2 ･･･ 社長空席
- 3 ･･･ 1944年4月~1950年5月は（旧）三菱化成工業株式会社
- 4 ･･･ 2002年6月から社長執行役員
- 5 ･･･ 2018年7月からAGC株式会社
- 6 ･･･ 在職中に死去
- 7 ･･･ 退任後に死去

## 関連会社

### 日本
- 伊勢化学工業
- エルナー
- AGCアメニテック（旭硝子アメニテックから変更）
- 旭トステム外装
- AGCエンジニアリング（旭硝子エンジニアリングから変更）
- AGCグリーンテック（旭硝子グリーンテックから変更）
- AGCコーテック（旭硝子コートアンドレジンから変更）
- AGCエレクトロニクス（旭硝子郡山電材と旭ファインマテリアルズが合併）
- AGCサンスマイル（旭硝子サンスマイルから変更）
- AGCセラミックス（旭硝子セラミックスから変更）
- AGC硝子建材
- AGCグラスプロダクツ
- AGC総研（旭硝子総研から変更）
- AGCディスプレイグラス米沢（旭硝子ファインテクノから変更）
- AGCポリマー建材（旭硝子ポリウレタン建材から変更）
- AGCマテックス（旭硝子マテックスから変更）
- AGCテクノロジーソリューションズ（旭グラス・マシナリーから変更）
- AGCテクノグラス（旭テクノグラスから変更）
- AGCプライブリコ
- AGCマイクロガラス
- AGCファイナンス（エイ・ジー・ファイナンスから変更）
- AGCロジスティクス（AG物流から変更）
- AGCポリカーボネート（エスピー・パシフィックから変更）
- 鹿島ケミカル
- 鹿島バース
- 鹿島南共同発電
- 共栄商事
- 京葉モノマー
- AGCセイミケミカル（セイミケミカルから変更）
- ディー・エー・ピー・テクノロジー
- 東海工業
- AGCエスアイテック（旭硝子エスアイテックから変更）
- 日本真空光学
- 日本カーバイド工業
- 日本ビルダー
- 北海道曹達
- ラフォーレエンジニアリング
- AGC若狭化学（若狭エイ・ジー・シー・ファインケミカルから変更）
- AGC保険マネジメント（旭硝子保険マネジメントから変更）
- AGCファブリテック（旭硝子ファブリテックから変更）

## 主な取引先
- トヨタ自動車
- 本田技研工業
- 日産自動車
- 三菱自動車工業 - AGCと同じく三菱グループの一員で三菱金曜会及び三菱広報委員会の会員企業だが[6][7]、現在は日産の傘下となっている。
- スズキ
- ダイハツ工業
- いすゞ自動車
- 三菱ふそうトラック・バス - AGCと同じく三菱グループの一員で三菱金曜会及び三菱広報委員会の会員企業だが[6][7]、現在はダイムラーの傘下となっている。
- 日野自動車
- UDトラックス
- 日本車輌製造
- 川崎重工業
- 総合車両製作所
- 近畿車輛
- 日立製作所
- シャープ
- パナソニック
- 京セラ

## 宣伝活動
- 旭硝子の時代からCMを放映している。
- 2014年 FIFAワールドカップ ブラジル大会では12の競技場に置かれる「ガラス製ベンチルーフ」を開発・製作しスポンサードした[14]。
- 2018年7月から2019年初頭まで社名変更を知らせるCMを放映。
- 2022年12月現在、AGC単体で提供している番組はないが、関連団体である公益財団法人旭硝子財団が2022年10月から12月末までの期間限定ながら「地球環境問題への挑戦者たち～ブループラネットの未来へのために[15]」に提供している（関連団体での提供であるためAGCのCMの放映はなし。）。

### 提供スポンサーであった番組
- 水曜ドラマ（日本テレビ）
- 水曜グランドロマン（日本テレビ）
- THE・サンデー（日本テレビ）
- 真相報道 バンキシャ!（日本テレビ）
- ワールドビジネスサテライト（テレビ東京）
- FNSの日（フジネットワーク・2018年。）
- 森本毅郎・スタンバイ!（TBSラジオ）

## メディア放送・掲載
- 日経スペシャル ガイアの夜明け 第二の開国!移民国家ニッポンへの道（2003年10月14日、テレビ東京）[16] - 外国人人材の登用について取材。
- 日経スペシャル カンブリア宮殿 ガラスの王者! "難きに挑む"巨大企業の知られざる実力（2014年7月10日、テレビ東京） - 社長 石村和彦出演[17]。
- Story 〜長寿企業の知恵〜 #012 AGC旭硝子 18代目 島村琢哉（2017年5月7日、ものがたりCHANNEL（FRESH! by CyberAgent））[18]

## 諸問題
- 公害の発生
  - 尼崎市グラウンド跡地から、土壌環境基準値の200倍のヒ素が検出され土壌汚染が発生していることが発覚。2005年12月2日、旭硝子はグラウンド跡地周辺の公園やマンションの地下水からも最高で基準の69倍のヒ素を検出し、敷地外の周辺へも地下水汚染を拡散させていることを発表した。
  - 2004年3月末に閉鎖された船橋工場では、自主調査によって、フッ素、六価クロム、鉛、ヒ素等が検出された。中でも宙水中のヒ素は環境基準値の7300倍、鉛は環境基準値の630倍という高濃度であった。2005年より土壌汚染除去工事が開始されたが、除去工事の途中に過去に埋めた廃棄物からアスベストも発見された。除去工事は2007年9月に完了した。
- 子会社による品質不正品の出荷
  - 2018年1月10日、子会社のAGCテクノグラスが実験器具の「遠沈管」について、顧客と取り決めた品質検査を行わずに出荷していたと明らかにした[19]。

## 著名な社員
- 江頭2:50
芸人デビュー前の千葉県在住時代、旧・船橋工場にてアルバイト勤務。効率的ながら奇妙な作業姿勢「取って、入れて、出す」が工場内に浸透。芸人としての持ちネタにもなった。
- 熱田五郎
当社に勤務しながら作家としても活動していた
- 鈴見健夫
芝浦工業大学理事長。同校を卒業後入社。関連会社社長などを歴任[20][21][22]。

## CM出演者
- 中村倫也（2018年）- WebCM
- 高橋一生「旭硝子は、AGCへ」「なんだし、なんだし、AGC」シリーズ（2018年 - 2021年）
- 広瀬すず「素材でがんばるAGC」シリーズ（2021年 - ）